# Término da guerra
O término da guerra é o estudo de como as guerras terminam, incluindo teorias de como as guerras podem e devem ser encerradas. Em comparação com outros aspectos da guerra, o término da guerra é objeto de relativamente menos estudos. De acordo com Fred Charles Iklé, historiadores, especialistas em relações exteriores e estrategistas militares dedicam muito mais atenção à questão de como e por que as guerras começam.
De acordo com Gideon Rose, ao estudar os fatores que restringem e moldam as ações dos tomadores de decisão e estrategistas para acabar com as guerras, existem três principais escolas de pensamento:
1. Realismo, que considera que a política externa de uma nação está principalmente preocupada com questões de segurança, e vê a política de poder internacional como o fator mais importante;
2. Aqueles que veem fatores internos, como ideologia política e política doméstica, como os fatores primários;
3. Aqueles que consideram fatores psicológicos, como as personalidades dos líderes de um país, e as experiências da sociedade na guerra mais recente, como mais instrumentais para moldar as ações desses líderes no final do jogo.[1]

Outras teorias, como o realismo neoclássico , combinam esses fatores de uma forma ou de outra.

## Teorias do término da guerra
O término da guerra é uma negociação realizada de forma coercitiva  e só chega ao fim quando dois lados em interação podem concordar com sua força relativa e se comprometer com credibilidade com um acordo (Goemans, 2000; Stanley e Sawyer, 2009). De acordo com Goemans (2000) e o Princípio da Convergência de Slantchev, para que isso aconteça, ambos os jogadores devem ter informações suficientes sobre os pontos fortes do outro e sobre o que estão dispostos a conceder. Uma vez que as expectativas sobre os resultados da guerra convergem suficientemente, um espaço de barganha é criado para que um acordo negociado possa ser alcançado.
O campo de batalha é uma das principais fontes de informação sobre o inimigo, dizem Goemans e Slantchev. É na guerra que se descobre até onde os beligerantes estão dispostos a ir e que chances um tem contra o outro. Os jogadores atrasarão o acordo até que tenham informações suficientes sobre seus prospectos. Uma vez que eles aprendam o suficiente sobre o outro, a guerra contínua imporia custos que ambos prefeririam evitar e, assim, um campo de negociação é criado.
Segundo o Slantchev, outra forma importante de coletar informações sobre o oponente é a forma como ele se comporta na mesa de negociação. "Como a prontidão para falar pode ser tão reveladora, pode fornecer uma boa razão para adiar a diplomacia explícita até depois de um armistício. (...) Por exemplo, fazer uma exigência irracional indica força, mas a derrota na batalha revela fraqueza." Com as novas informações adquiridas no campo de batalha e na mesa de negociação, os jogadores são capazes de ajustar suas expectativas sobre os resultados da guerra. Uma vez convergentes o suficiente, cria-se um espaço de barganha e o conflito pode chegar ao fim por meio de um acordo que evite os custos da guerra.
O ajuste de expectativas, no entanto, também pode vir de uma mudança na própria liderança da política externa, ou como diriam Stanley e Sawyer (2009), de mudanças de coalizões domésticas. Uma "coalizão de governo doméstico" é "o grupo de elite que toma decisões de política externa em cada governo beligerante", isto é, os atores que têm o poder de decidir se um país se envolve em uma guerra ou se a encerra. Uma "mudança de coalizão doméstica", como os autores a definem, é "(1) uma mudança conseqüente na identidade dos tomadores de decisão ou (2) uma mudança substantiva no tipo de governo". Em outras palavras, aspectos domésticos dos atores, como seu tipo de regime e as características de seus líderes, podem afetar o término da guerra. Tendo em mente a coalizão doméstica, de acordo com a teoria da Equifinalidade da Guerra, pode haver três tipos de obstáculos à paz. A primeira é uma questão de preferência: se os tomadores de decisão não querem parar a guerra, seja por interesses pessoais, reputação ou segurança (quando os custos de não se envolver são maiores do que ir à guerra, por exemplo), há não há lugar para negociação.  O segundo obstáculo tem a ver com a informação: se os líderes recebem informação de má qualidade ou se há algum problema na forma como esta informação é interpretada, não têm consciência de que devem pôr fim à guerra.  E, finalmente, há o risco de armadilha, que pode ser definido como os tomadores de decisão que querem acabar com a guerra, tendo todas as informações necessárias para fazê-lo, mas não sendo capazes de fazê-lo, devido a "ataques internos ou externos eleitorados." Quanto mais arraigada a guerra se torna, mais difícil é acabar com ela.
Se o fim da guerra exigir que pelo menos um lado mude suas expectativas sobre os resultados da guerra, então uma mudança de coalizão doméstica pode acelerar esse processo e superar os obstáculos à paz, dizem Stanley e Sawyer. "A mudança de coalizão permite que diferentes atores políticos - com diferentes interesses, avaliações da guerra e eleitorados - assumam o poder."
O Princípio da Convergência, a Equifinalidade da Guerra e todas as outras teorias do término da guerra fazem uma suposição: que em algum momento, uma negociação com o inimigo será possível, aceitável e, no final, desejável. Independentemente das informações coletadas na guerra, eventualmente haverá espaço para a diplomacia. A negociação é primordial para a conquista da paz como definida por Clausewitz: a aceitação pelos beligerantes de que os resultados da guerra são finais, não algo que pode ser alterado pela violência quando circunstâncias mais favoráveis aparecem. 

## Ver Também
- Grande estratégia